# Dina Powell

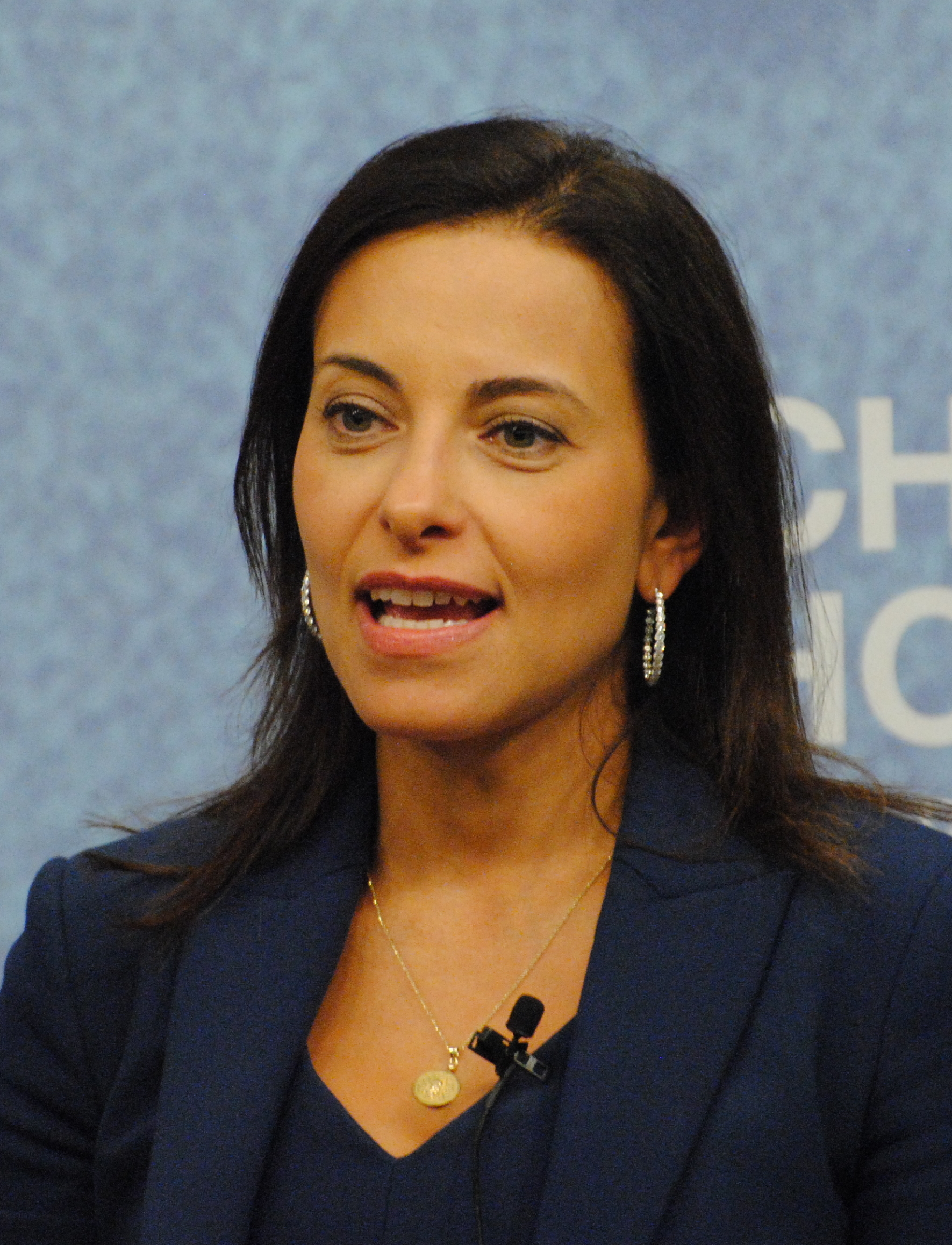
Dina Habib Powell (2015)

Dina Habib Powell (koptisch Ⲇⲓⲛⲁ Ϩⲁⲃⲓⲃ, arabisch دينا حبيب; * 12. Juni 1973 in Kairo) ist eine US-amerikanische Bankmanagerin und ehemalige Regierungsbeamtin. Sie ist CEO der Goldman-Sachs-Investitionsgesellschaft für ethische Projekte und Präsidentin der Goldman-Sachs-Stiftung. Sie war Assistant Secretary of State für erziehungs- und kulturelle Angelegenheiten in der Regierung George W. Bush. Im Januar 2017 wurde sie Präsident Trumps Beraterin für ökonomische Initiativen im Kabinettsrang, im März 2017 zusätzlich stellvertretende Nationale Sicherheitsberaterin für Strategie. Im Dezember 2017 kündigte sie ihren Rückzug von beiden Positionen an, den sie im Januar 2018 vollzog.

## Leben
Dina Habib Powell wurde in Kairo geboren und verbrachte einen Teil ihrer Kindheit in Ägypten. Im Alter von vier Jahren wanderten ihre Eltern, koptischen Christen, mit ihr in die Vereinigten Staaten aus. Ihr Vater war in Ägypten Hauptmann der Streitkräfte Ägyptens, arbeitete in den USA als Busfahrer und betrieb später einen Gemischtwarenladen. 
Powell absolvierte ihren Bachelor of Arts (BA) an der University of Texas at Austin. Danach machte sie bei Goldman Sachs Karriere und wurde als Präsidentin der Konzern Stiftung und CEO für ethische Investitionen. In der Regierung George W. Bush war sie Abteilungsleiterin im Außenministerium (2005–2007). Im Jahre 2017 wurde sie von Donald Trump neben Kellyanne Conway und Steve Bannon als „Senior Counselor to the President for Economic Initiatives“ zu seinen Beraterin berufen. Im Dezember 2017 kündigte sie ihren Rückzug von beiden Positionen an, den sie im Januar 2018 vollzog.
Powell ist verheiratet mit Richard C. Powell jr. und Mutter zweier Töchter.

## Mitgliedschaften

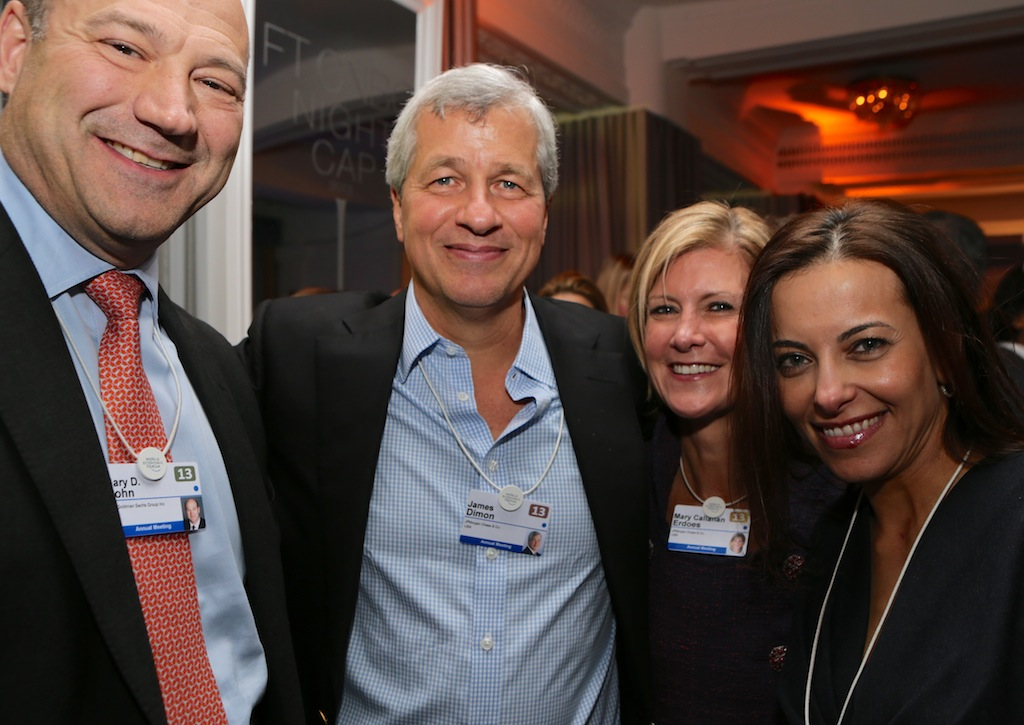
Gary Cohn mit Jamie Dimon, Mary Callahan Erdoes und Dina Habib Powell (2013)

- Board der Harvard Business School, Boston
- Board der Amerikanischen Universität Kairo
- Board des Center for Global Development, Washington, D.C.

## Auszeichnungen
- Young Global Leader, Weltwirtschaftsforum 2010[6]